# Teresa Colom
Teresa Colom Pich (* 1973 in La Seu d’Urgell) ist eine katalanisch-andorranische Lyrikerin. Nach einem Studium der Wirtschaftswissenschaften begann sie ihre berufliche Laufbahn im Finanzsektor. Einen Teil ihrer Freizeit widmete sie dem Schreiben. Nach ersten Veröffentlichungen und Literaturpreisen gab sie 2004 ihre Anstellung bei einer Bank auf, um sich fürderhin ausschließlich der Literatur zuzuwenden. Teresa Colom gilt als eine der wichtigsten Lyrikerinnen der andorranischen Literatur. Bei der Frankfurter Buchmesse 2007 war sie Mitglied des andorranischen Autorenteams.

## Werke
- 2001 Com mesos de juny, Edicions del Diari d’Andorra, Andorra la Vella
- 2002 La temperatura d’uns llavis, Edicions del Diari d’Andorra, Andorra la Vella
- 2005 Elegies del final conegut, Abadia Editors, Maçaners
- 2009 On tot és vidre, Pagès Editors, Lleida

## Auszeichnungen
- 2000 Premi del Concurs de Poesia de la Biblioteca Pública del Govern d’Andorra
- 2000 Premi Grandalla de Poesia del Cercle de les Arts i de les Lletres d’Andorra